# Serbo-croate

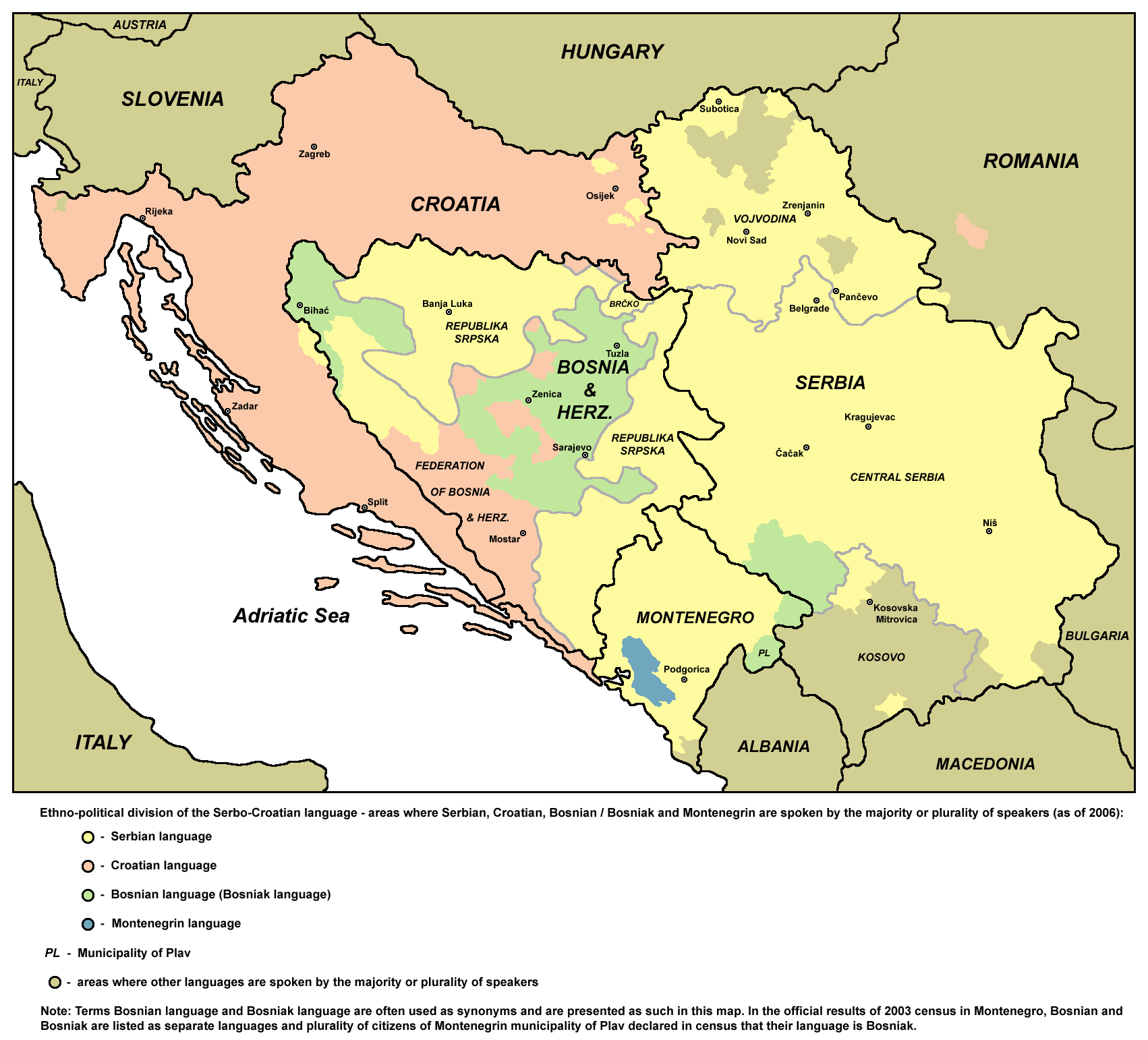
Zones où les dénominations politiques de la langue serbo-croate ou BCMS sont utilisées par la majorité absolue ou relative de la population (données de 2006)
Serbe
Croate
Bosnien
Monténégrin
Autres langues (dont le slovène, le hongrois, le bulgare, le macédonien et l'albanais)

Le serbo-croate, également appelé bosnien-croate-monténégrin-serbe ou BCMS ou encore yougoslave, est une langue slave méridionale parlée dans l’ancienne Yougoslavie à la fois par les Serbes, les Croates, les Bosniaques et les Monténégrins. « Serbo-croate » était sa dénomination officielle dans l'ancienne Yougoslavie. D’autres dénominations officiellement acceptées pour cette langue étaient « croato-serbe », « serbe et croate », « croate et serbe », « serbe ou croate » et « croate ou serbe ». Le bosnien et le croate s'écrivent avec l'alphabet latin, tandis que le serbe et le monténégrin peuvent s'écrire en alphabet latin ou en alphabet cyrillique.  
Du point de vue de la linguistique comparée, le serbo-croate est une seule et même langue, c’est-à-dire dont les variétés présentent suffisamment de traits structurels communs, établis objectivement, pour constituer une langue unitaire et qui ne puisse pas être considérée comme le dialecte d’une autre langue,. En sociolinguistique, Heinz Kloss a appelé une telle langue (de) Abstandsprache « langue par distance ».
Déjà à l’époque de la Yougoslavie communiste, on parlait de « variantes occidentale et orientale », et même déjà de « pratiques linguistiques standard bosno-herzégovinienne et monténégrine ». Les locuteurs de cette langue ne l’appelaient pas couramment « serbo-croate », terme livresque et scientifique, mais, selon leur appartenance nationale, « serbe », respectivement « croate ». Kloss et McConnell, en 1984, considéraient que le serbo-croate était une langue indépendante avec un statut de langue ausbau (terme introduit par Kloss en même temps avec abstand), c’est-à-dire élaborée, pour chacune de ses deux variantes : serbe et croate. Le processus ausbau s’est accéléré après le démembrement de la Yougoslavie quand, dans chacun des quatre États devenus indépendants, la volonté politique s’est affirmée de créer des langues nationales et officielles à part. Certains linguistes ont appliqué à leur tour le qualificatif ausbau aux nouvelles variétés standard aussi. Ainsi, la dénomination « serbo-croate » a été abandonnée dans l’usage officiel, et remplacée d’abord par « bosnien », « croate » et « serbe », puis « monténégrin » aussi, appelés officiellement des « langues ». Certains linguistes y voient une manifestation du nationalisme.
La conscience du fait que c’est une seule et même langue reste présente chez les linguistes. Ils la considèrent comme une langue pluricentrique standard, qualification déjà appliquée au serbo-croate par Kloss, au même titre que l’anglais, l’allemand, l’espagnol etc., ayant à son tour quatre variétés standard. Certains linguistes continuent de l’appeler « serbo-croate ». La linguiste Snježana Kordić affirme que, « en dépit de leur qualité de langue-Ausbau [elles] représentent bien une seule et même langue. C’est pourquoi utiliser les appellations langue croate, langue serbe, langue bosniaque, etc. pose problème » et, selon elle, l’appellation scientifique correcte de la langue commune reste « serbo-croate ».
D’autres linguistes appellent cette langue par un terme qu’ils considèrent comme neutre, par exemple diasystème slave du centre-sud, langue chtokavienne (štokavski jezik) (les quatre variétés ayant pour base le dialecte chtokavien de ce diasystème) ou standardni novoštokavski « néochtokavien standard ». D’autres linguistes encore ont adopté l’appellation BCS avant qu’un standard monténégrin n'apparaisse également, puis BCMS (pour bosnien-croate-monténégrin-serbe).
Non seulement des linguistes, mais aussi des locuteurs ordinaires ont la conscience d’une langue commune, comme les participants à un projet appelé Jezici i nacionalizmi « Langues et nationalismes » et les signataires d’une « Déclaration sur la langue commune » lancée par ce projet,. Dans la parole des locuteurs qui ont la conscience de leur langue commune on peut entendre l’appellation naš jezik « notre langue ».

## Historique de l’idée de langue serbo-croate
Dans la première moitié du XIXe siècle, époque du romantisme et en même temps des tendances d’émancipation nationale en Europe, l’idée d’État d’une seule nation parlant une seule langue apparaît. Elle se manifeste également chez les Serbes et les Croates, qui vivent sous domination étrangère. La thèse dominante parmi les intellectuels épris de liberté nationale est que orthodoxes, catholiques ou musulmans, tous les Slaves de Croatie, de Dalmatie, de Slavonie, de Serbie, du Monténégro, de Bosnie et de Herzégovine forment un seul peuple, puisqu’ils parlent la même langue. En Croatie, c’est l’époque du Renouveau national croate, mené par le « Mouvement illyrien » qui a pour but d’unir tous les Slaves du Sud en un seul État. Ljudevit Gaj, son chef, est en même temps le linguiste qui contribue le plus à l’établissement du standard de la langue croate littéraire moderne, qu’il fonde sur le dialecte chtokavien à prononciation (i)jékavienne, parce que c’est l’idiome d’une littérature prestigieuse, celle de Dubrovnik, qui s’épanouit du XVIe siècle au XVIIIe siècle, et en vue de l’union linguistique avec la Serbie, dont les parlers appartiennent au même dialecte chtokavien. À la même époque, en Serbie, Vuk Stefanović Karadžić œuvre à la réforme de la langue littéraire serbe qui à l’époque est le slavon d'église serbe et le slavon russe. Il le fait à partir de la langue parlée. Il y a même un accord signé à Vienne, en 1850, par sept lettrés croates et serbes (dont Vuk Karadžić), qui établit certaines normes communes pour les langues croate et serbe. Il n’y a cependant pas d’unité quant à l’appellation de la langue commune. Ljudevit Gaj opte pour « langue illyrienne », alors que pour Karadžić c’est la langue serbe.
L’appellation « langue serbo-croate » semble être apparue chez des philologues qui manifestent de l’intérêt pour la poésie folklorique rassemblée et publiée par Karadžić. Les premiers à l’utiliser seraient Jacob Grimm en 1818, puis le philologue slovène Jernej Kopitar, en 1822. Le terme est adopté par les autorités de l’empire d’Autriche, puis dans d’autres pays aussi : par exemple en France, il est employé pour la première fois en 1869. En Croatie aussi on accepte l’appellation croato-serbe ou serbo-croate.
À partir de cette époque, le domaine linguistique interfère avec le domaine politique, d’abord dans le cadre de l’« Austroslavisme » puis dans celui du « Yougoslavisme », et cela dure au XXIe siècle, la relation entre Croates, Serbes, Bosniens et Monténégrins oscillant d’une époque à l’autre entre l’idée d’une langue commune et celle de deux, voire quatre langues à part, en fonction des événements historiques que leurs locuteurs traversent.
Dans la seconde moitié du XIXe siècle, il se forme en Croatie plusieurs écoles linguistiques. Celle appelée des « vukoviens croates » ou des « jeunes grammairiens », qui suit les idées de Vuk Karadžić, acquiert la plus grande influence à la fin du XIXe siècle et au début du XXe, réussissant à imposer définitivement le standard du croate à base chtokavienne.
Après l’occupation de la Bosnie-Herzégovine par les Autrichiens, en 1878, ceux-ci cherchent à imposer l’idée de la langue bosnienne, mais les Serbes et les Croates de ce pays s’y opposent et en 1907 les autorités adoptent officiellement l’appellation « serbo-croate », ce qui contribue à répandre la conception selon laquelle le serbe et le croate sont une seule et même langue.
Le rapprochement entre croate et serbe continue après la Première Guerre mondiale, cette fois dans le cadre du royaume des Serbes, Croates et Slovènes, devenu plus tard le royaume de Yougoslavie, sous l’égide de la Serbie, pays vainqueur dans la guerre. L’idée de la langue serbo-croate est de plus en plus soutenue par les autorités de Belgrade, mais les Croates sont déçus des solutions politiques adoptées dans le nouvel État et reviennent au standard croate d’avant la guerre. C’est une période d’éloignement du serbe qui commence.
Au cours de la Seconde Guerre mondiale est fondé le prétendu État indépendant de Croatie, satellite de l’Allemagne nazie, qui persécute la minorité serbe. Sur le plan linguistique, on pratique l’éloignement le plus grand possible du serbe, par des actions dites de « purification » du croate des éléments non croates.
Dans la Yougoslavie communiste, la promotion de la langue serbo-croate et les tentatives d’estomper les différences entre le croate et le serbe deviennent les composantes d’une politique linguistique officielle, acceptée également par les communistes croates, ce qui ressort clairement de l’accord de Novi Sad (1954), signé par vingt-cinq linguistes et écrivains, dix-huit Serbes et sept Croates. On y stipule que la langue commune des Serbes, des Croates et des Monténégrins est le serbo-croate, que l’on peut aussi appeler croato-serbe, ayant deux variantes littéraires, le serbe et le croate.
À la suite de la relative libéralisation du régime dans les années 1960, les intellectuels croates manifestent leur mécontentement causé par la domination du serbe dans les instances officielles. En 1967, sept linguistes et écrivains rédigent une « Déclaration au sujet de la situation et de la dénomination de la langue littéraire croate », où l’on revendique de mettre sur un pied d’égalité non pas trois, mais quatre langues de Yougoslavie : le slovène, le croate, le serbe et le macédonien, et de mettre un terme à la domination du serbe sur le plan étatique et dans les institutions fédérales. En 1971 on publie une Orthographe croate qui ignore l’accord de Novi Sad, mais elle est aussitôt retirée. Cependant, dans la constitution de la république socialiste de Croatie de 1974, la langue officielle de celle-ci est appelée « langue littéraire croate », mais il est officiellement interdit d’en parler sans l’épithète « littéraire ». Dans le même temps, les Serbes continuent d’utiliser officiellement le terme « serbo-croate » seulement. C’est le début d’une nouvelle période d’éloignement entre croate et serbe.
Dans la constitution de la même année de la république socialiste de Bosnie-Herzégovine, la langue officielle de celle-ci est dénommée « serbo-croate–croato-serbe », mais les intellectuels musulmans cultivent une variante de langue basée sur leur héritage culturel spécifique.

## Situation depuis les années 1990

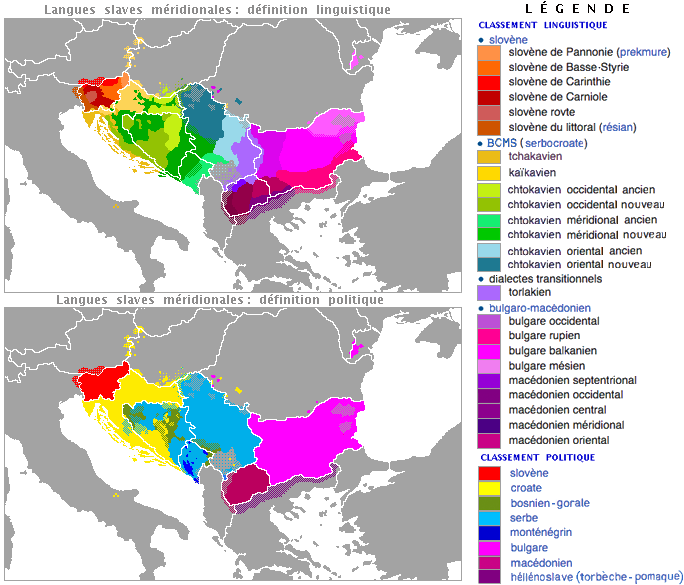
Les langues slaves méridionales dans leurs différentes définitions.

Depuis le début des années 1990, au cours du processus de séparation des ex-républiques yougoslaves, les tendances nationalistes s’accroissent. Les autorités de chaque nouveau pays souverain utilisent la langue aussi en vue de forger une nation. C’est ainsi que, pour des raisons politiques, le serbe, le croate, le bosnien et le monténégrin deviennent des langues officielles à part, et que le terme « serbo-croate », né pour des raisons politiques également, est en général considéré comme compromis.
À la suite de la proclamation de la souveraineté de la Croatie (1991), les tendances puristes vouées à séparer le croate du serbe se renforcent dans ce pays, les « serbismes » et les « internationalismes » étant dénoncés et rejetés par les linguistes nationalistes. On réintroduit dans la langue croate de nombreux mots plus ou moins sortis de l’usage depuis des décennies, et on crée des néologismes à base slave.
En Serbie, les tendances puristes se manifestent en moindre mesure. Les mots considérés comme croates sont traités comme des emprunts. Bien que la Constitution dispose que la langue officielle de l’État est le serbe écrit avec l’alphabet cyrillique, l’alphabet latin reste d’usage courant. Toutefois, le Conseil pour la standardisation de la langue serbe promeut l’emploi du cyrillique, qu’il voit mis en danger par le latin.
Le bosnien devient langue officielle et on élabore son standard. Les linguistes qui le font cherchent à le différencier des autres standards surtout en recommandant les synonymes d’origine turque, arabe et persane qui existent dans la langue pour les mots d’origine slave.
La constitution du Monténégro, indépendant depuis 2006, stipule que la langue officielle du pays est le monténégrin, avec son propre standard. Celui-ci inclut des traits spécifiques communs à tous les parlers du Monténégro et des traits de la langue de la littérature monténégrine d’avant la réforme de Karadžić.

## Dénomination de leur langue par les locuteurs
La plupart de ses locuteurs n’a jamais désigné sa langue comme étant le serbo-croate. Les Serbes ont toujours affirmé parler le serbe et les Croates le croate. Les Monténégrins considéraient généralement qu’ils parlaient le serbe ou, parfois, le monténégrin, et les Bosniaques disaient parler le croate ou, parfois, le serbe. En Serbie, selon les données du recensement de 2011, et au Monténégro, selon celles du recensement de la même année, il n’y aurait aucun locuteur de serbo-croate dans ces pays. Pour la Bosnie-Herzégovine il n’y a pas de données disponibles sur le nombre d’habitants selon les langues parlées. The World Factbook de la CIA note seulement qu’on y parle le bosnien, le croate et le serbe. Dans ce pays, chez ceux qui cherchent et cultivent les contacts entre les diverses ethnies, les jeunes surtout, on trouve le terme naš jezik « notre langue » et l’adverbe naški « dans notre langue ».
L’appellation de la langue constitue un vrai problème pour ceux qui proviennent de mariages mixtes. Ceux qui ne veulent renoncer à aucune partie de leur identité, disent qu’ils parlent serbo-croate. C’est seulement dans les documents des recensements de Croatie qu’on peut trouver ce terme. Dans ce pays, ceux qui déclarent le serbo-croate comme langue maternelle sont au nombre de 7 822. En y ajoutant les 3 059 personnes qui déclarent parler le croato-serbe, on arrive à un total de 10 881 sur les 4 284 889 habitants de la Croatie.

## Dénomination de la langue à l’extérieur de l’ex-Yougoslavie
Dans certains pays, les statistiques qui prennent en compte la langue maternelle de leurs résidents continuent à utiliser le terme serbo-croate. Au Canada, par exemple, on dénombre séparément les locuteurs de serbe, de croate et de serbo-croate. Le Tribunal pénal international pour l’ex-Yougoslavie a adopté la dénomination « bosnien, croate ou serbe ».

## Opinions des linguistes
Les controverses autour du terme « serbo-croate » sont très vives depuis la désagrégation de la Yougoslavie, non seulement entre linguistes serbes et croates, mais aussi parmi les Serbes et les Croates. Certains affirment l’existence de l’entité qu’ils continuent d’appeler serbo-croate, d’autres la reconnaissent et l’appellent « diasystème », d’autres encore refusent de la traiter en tant qu’entité et, par conséquent, ne la désignent par aucun terme.

### Linguistes serbes
Une partie des linguistes serbes, par exemple Vera Bojić, Predrag Dragić Kijuk, Miloš Kovačević et Tiodor Rosić, sont d’avis que tous les locuteurs du dialecte chtokavien sont Serbes et parlent serbe, qu’ils soient orthodoxes, catholiques ou musulmans, autrement dit, ils englobent parmi les locuteurs du serbe non seulement les Monténégrins, mais aussi les Croates chtokaviens et les Bosniaques.
D’autres linguistes serbes ne partagent pas cette opinion. C’est le cas de Pavle Ivić, Drago Ćupić, Novica Petković, Branislav Brborić et Slobodan Remetić, qui s’y opposent au nom du Conseil pour la standardisation de la langue serbe, ainsi que d’Ivan Klajn et de Predrag Piper. Celui-ci fait la distinction entre point de vue sociolinguistique, selon lequel le serbe et le croate sont deux langues à part, et le point de vue de la linguistique, qui les considère comme une seule langue. À propos du terme pour la désigner, il affirme : « de nos jours encore, les linguistes utilisent souvent, à côté de la dénomination langue serbe ou langue croate, les termes langue serbo-croate ou croato-serbe en tant qu’appellations linguistiques de cette langue ». Le même auteur constate qu’en Serbie, « la politique linguistique et la planification linguistique s’organisent autour de la notion de langue littéraire serbe et non de celle de langue serbo-croate ». Pavle Ivić affirme que « la langue parlée par les Serbes s’appelle le plus souvent serbo-croate dans la science », en précisant qu’elle est parlée également par les Croates et les musulmans de Bosnie-Herzégovine, les Croates l’appelant croate et les Serbes serbe. Un autre linguiste serbe, Ranko Bugarski, dit que la langue serbo-croate « continue à vivre, bien que d’une façon non officielle ».

### Linguistes croates, bosniaques et monténégrins
Certains linguistes croates admettent l’existence de l’entité linguistique en cause mais rejettent les termes serbo-croate et croato-serbe comme étant compromis. Dalibor Brozović propose à sa place le terme « diasystème slave du centre-sud », emprunté à la dialectologie. L’idée et le terme sont adoptés par d’autres linguistes croates, tels Mijo Lončarić, Ranko Matasović, Josip Lisac. Des linguistes bosniaques aussi partagent ce point de vue et ce terme, par exemple Dževad Jahić et Senahid Halilović. De son côté, le linguiste monténégrin Vojislav Nikčević, principal promoteur de l’idée de langue monténégrine, préfère le terme « diasystème chtokavien », c’est-à-dire qu’il ignore les autres dialectes compris dans le « serbo-croate » : le tchakavien, le kaïkavien et le torlakien.
D’autres linguistes croates rejettent toute communauté linguistique entre Croates, Serbes, Bosniaques et Monténégrins, affirmant qu’ils n’ont pas à s’occuper des ressemblances entre leurs langues mais seulement de la langue croate. Par conséquent, ils n’acceptent ni les termes serbo-croate / croato-serbe ni celui de diasystème slave du centre-sud. Un exemple de cette attitude est celui de Zvonko Pandžić qui ne voit dans ce dernier terme qu’un avatar de « serbo-croate ».
Enfin, il y a aussi des linguistes croates qui pensent que les quatre langues standards sont une seule et même langue du point de vue de la linguistique. C’est le cas de Dubravko Škiljan. Radoslav Katičić dit à propos des parlers croates d’Herzégovine et des parlers serbes que ce sont « des dialectes différents de la même langue ». Snježana Kordić affirme qu’il s’agit d’une langue unitaire du point de vue linguistique aussi bien que sociolinguistique, et qu’il n’y a pas de raison de ne plus l’appeler serbo-croate.
En Bosnie-Herzégovine on utilise parfois le terme « langue bosnienne », d’autres fois on traite ensemble le bosnien, le croate et le serbe, avec le sigle BHS, tout en les considérant comme des langues à part.

### Autres linguistes
Les linguistes d’autres pays, en général non impliqués émotionnellement dans la question, constatent d’une part la réalité linguistique d’une langue maternelle commune aux Serbes, aux Croates, aux Bosniaques et aux Monténégrins, et d’autre part la réalité sociolinguistique de quatre langues ausbau standardisées par volonté politique et rendues officielles, qui lui correspondent, bien qu’il n’y ait pas d’unité terminologique parmi ces linguistes. Certains emploient le terme « serbo-croate », par exemple Robert D. Greenberg, qui constate en même temps la « désintégration de la langue serbo-croate unifiée » et parle des « quatre langues successeurs du serbo-croate »,.
D’autres linguistes adoptent le terme « diasystème slave du centre-sud », par exemple Svein Mønnesland qui écrit : « La langue parlée par les Croates, les Serbes, les musulmans bosniens (ou Bosniaques) et les Monténégrins peut être qualifiée comme une seule langue slave, dans le sens linguistique […]. Cette langue ou territoire linguistique, située entre le slovène et le bulgare/macédonien, peut être appelée slave du centre-sud (afin d’éviter le terme contesté serbo-croate) ». Juhani Nuorluoto est un autre auteur qui emploie ce terme.
Dans certains établissements, on enseigne la langue en l’appelant par les noms de trois ou quatre de ses standards. À l’Institut national des langues et civilisations orientales, c’est « bosniaque-croate-serbe ». Le Centre de recherches en langues slaves et est-européennes (SEELRC) de l’Université Duke (États-Unis) aussi s’occupe du « bosnien/croate/serbe (BCS) », alors qu’à la faculté des lettres de Sorbonne Université, on peut obtenir une licence et un master de « serbe-croate-bosniaque-monténégrin ».
D’une façon significative, le linguiste E. C. Hawkesworth conclut son article sur cette langue par : « En l’absence d’une solution tout à fait satisfaisante, dans ce volume on a adopté le terme ”complexe serbe-croate-bosnien” comme une description maladroite mais convenable ».

## Revigoration de l’idée de langue commune
Des actions d’intellectuels de Bosnie-Herzégovine, Croatie, Monténégro et Serbie sont menées depuis les années 2010, visant à contrecarrer les tendances considérées par eux comme nationalistes et nuisibles de présenter le bosniaque, le croate, le monténégrin et le serbe comme des langues à part. Ils sont groupés dans des organisations siégeant dans chacun des pays, et ils ont lancé en 2016 un projet commun nommé Jezici i nacionalizmi (Langues et nationalismes), dans le cadre duquel ils tiennent des conférences pour propager leurs idées. Le 30 mars 2017 ils ont publié une déclaration signée par 228 linguistes, professeurs d’université d’autres domaines, écrivains, critiques littéraires, journalistes, artistes, politologues, etc., la liste des signataires étant ouverte à tous,.
La déclaration exprime l’idée que les Bosniaques, les Croates, les Monténégrins et les Serbes ont la même langue, sans la nommer autrement que « langue commune ». Elle est présentée comme une « langue standard commune de type polycentrique », c’est-à-dire du même type que l’anglais et beaucoup d’autres langues, ayant plusieurs variantes standard parlées par plusieurs nations, dans plusieurs pays. Les signataires s’opposent aux efforts de codifier dans chacune des variantes le plus de traits langagiers spécifiques possible pour créer l’impression qu’il s’agit de langues différentes. Ils attirent aussi l’attention sur le fait que la séparation artificielle des variantes standards mène à des phénomènes sociaux, culturels et politiques négatifs, tels des abus bureaucratiques, des discriminations basées sur l’utilisation de la langue, la « traduction », coûteuse, d’une variante à l’autre dans la pratique juridique et administrative, ainsi que dans les médias.
Les signataires déclarent que l’existence d’une langue commune ne met pas en question l’appartenance de ses locuteurs à des nations, régions ou États différents ni la liberté de chaque entité de codifier sa propre variante de langue ni le droit de chaque individu de nommer sa langue comme il le souhaite. En même temps, les quatre variantes standards sont égales en droits.
La déclaration fait appel au respect de la liberté du choix individuel de la variante de langue, y compris dialectale, utilisée par les locuteurs ou dans la littérature, les arts et les médias. Elle exige aussi l’ouverture réciproque et la liberté du « mélange », de la pénétration des diverses formes d’expression de la langue d’une variante dans une autre, dans l’intérêt commun de ses locuteurs.

## Variétés régionales du serbo-croate

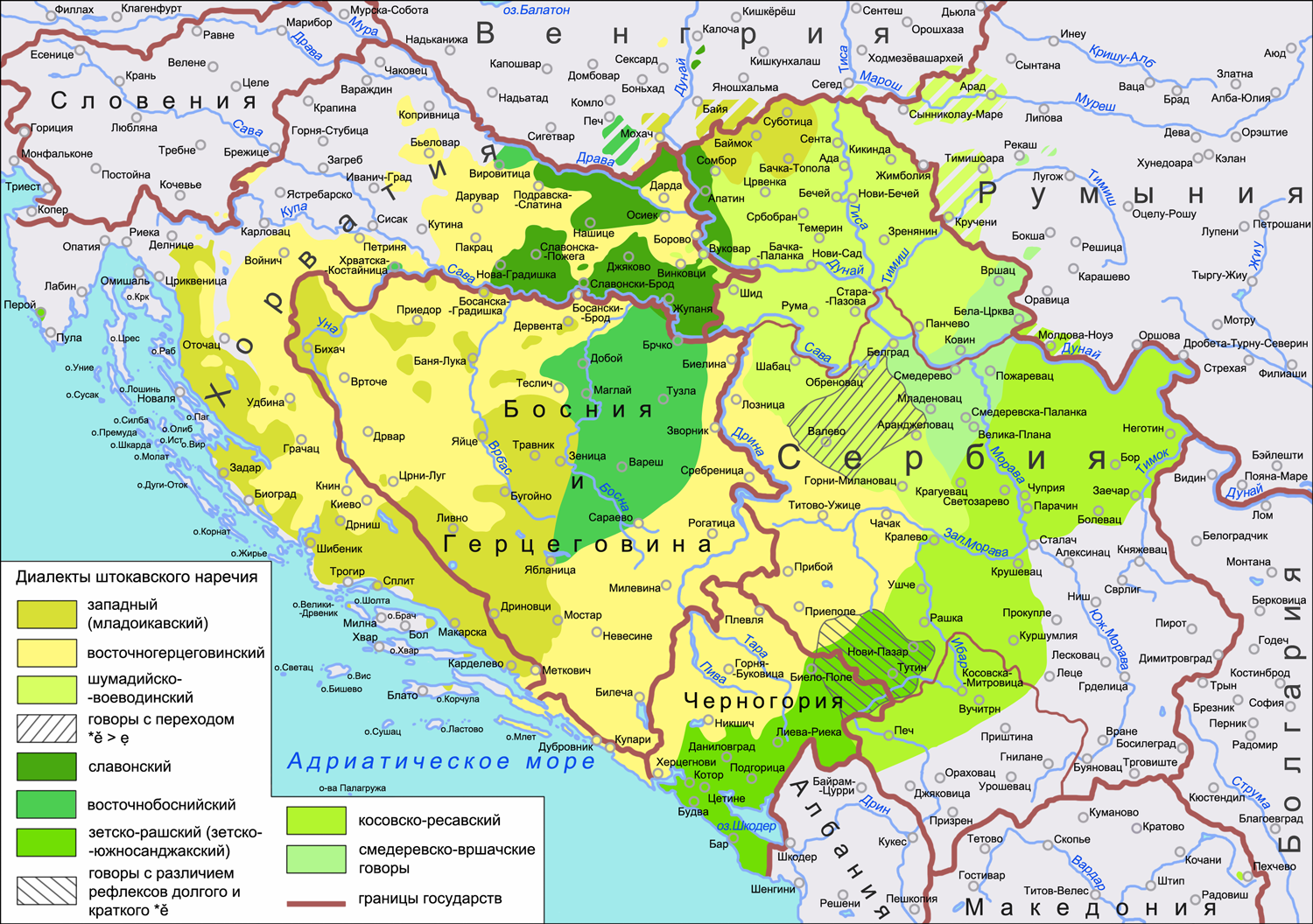
Carte russe des parlers du dialecte chtokavien du serbo-croate.
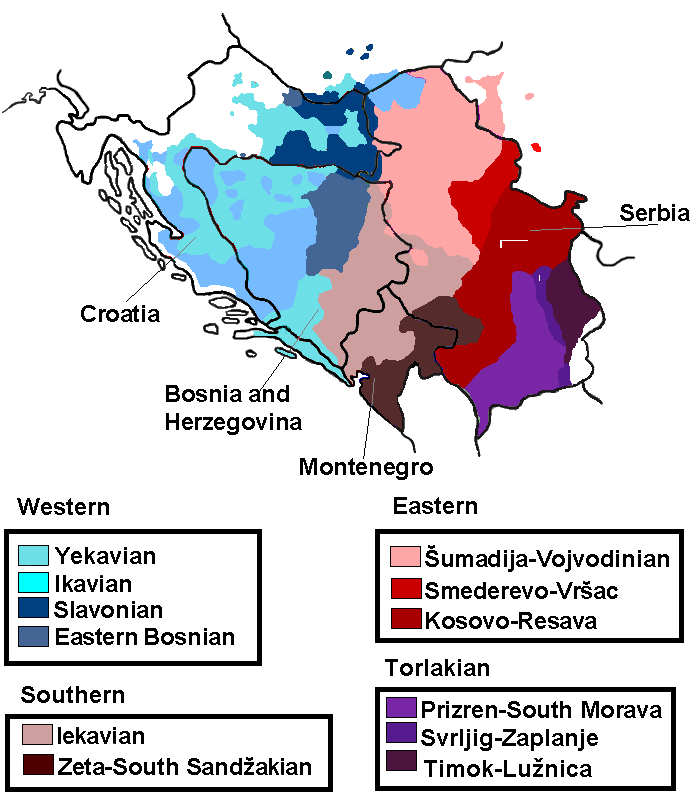
Carte anglaise des parlers chtokaviens incluant la variété torlakienne.
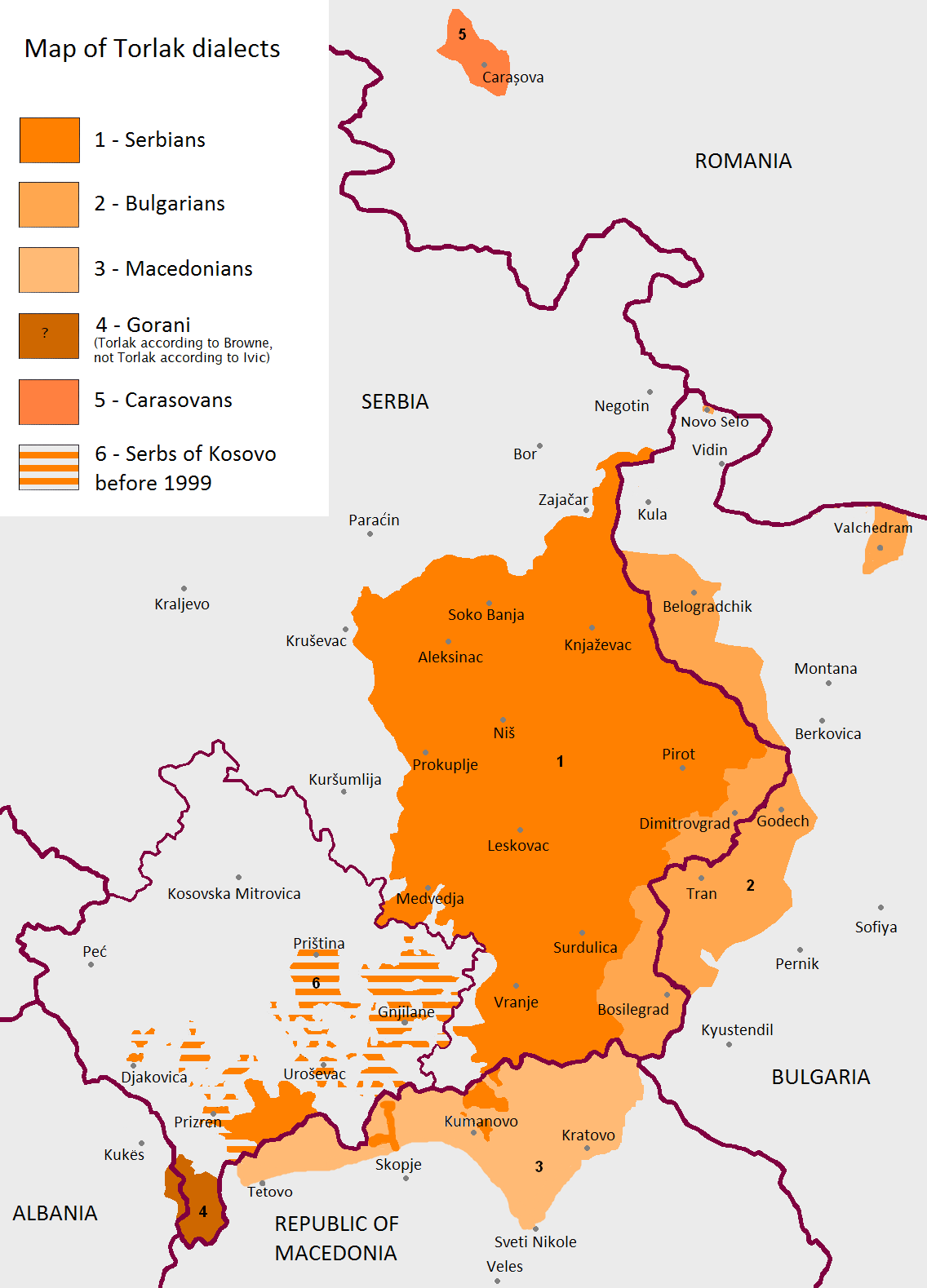
Les parlers torlakiens en Serbie et dans les pays voisins.
Le dialecte tchakavien.
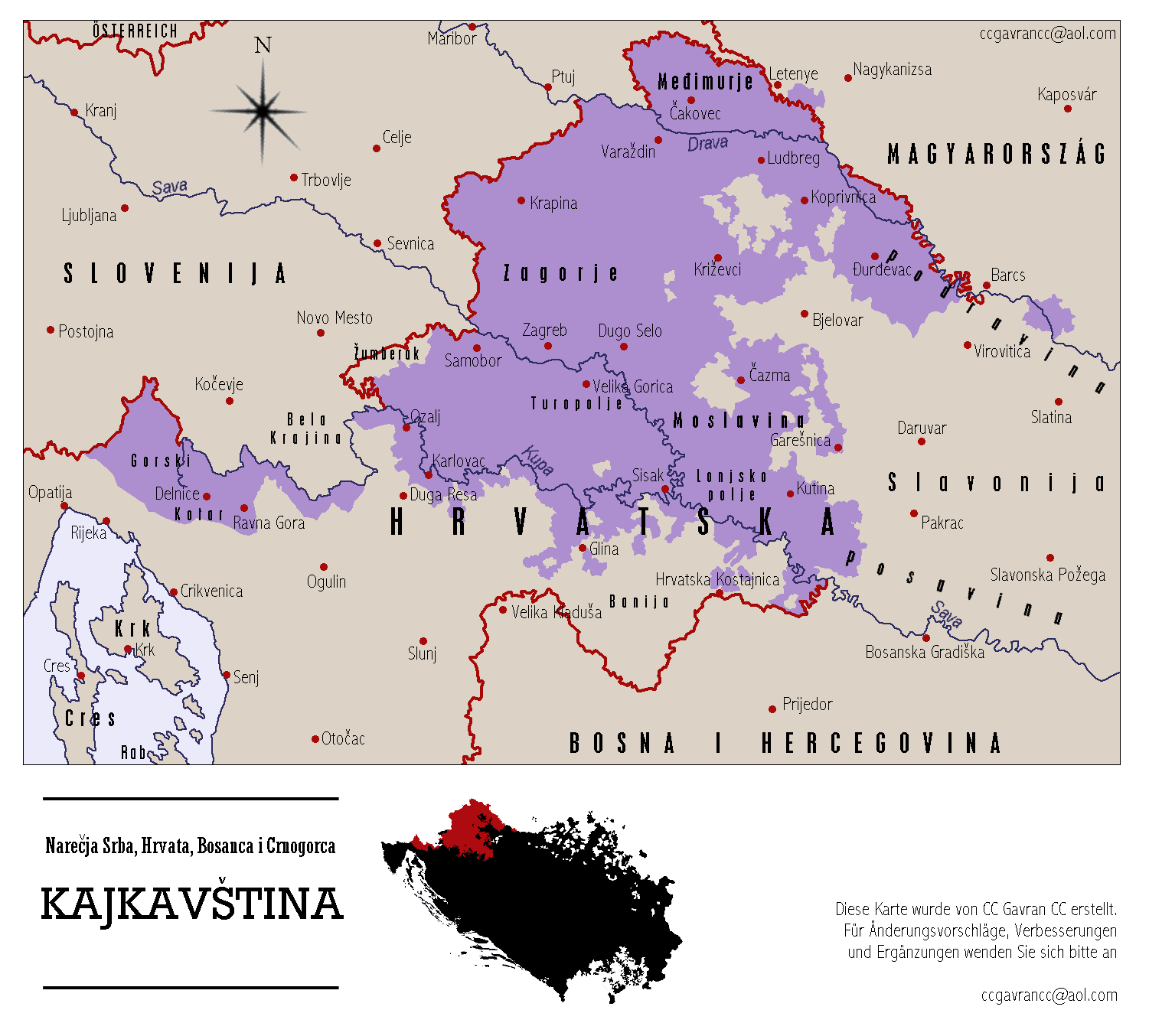
Le dialecte kaïkavien.

Les variétés régionales de cette langues sont définies selon deux points de vue, l’un morphologique, l’autre phonologique.
1. Critère morphologique. Selon la forme prise par le pronom interrogatif correspondant à « quoi » : što/šta (prononcé « chto/chta »), kaj (« kaï ») et ča (« tcha »), on distingue trois dialectes :
- Le dialecte le plus étendu est le chtokavien (štokavski), parlé en Serbie (sauf dans une région restreinte du Sud-Est), au Monténégro, en Bosnie-Herzégovine et dans une grande partie de la Croatie. Il constitue la base des standards de toutes les quatre langues Ausbau mentionnées plus haut.
- Le dialecte kaïkavien (kajkavski), au nord de Zagreb, dans le Hrvatsko Zagorje.
- Le dialecte tchakavien (čakavski), sur la côte adriatique, en Istrie et en Dalmatie.

2. Critère phonologique. Selon la façon dont a évolué le son ĕ du slave commun, noté par la lettre « ѣ » du vieux-slave, nommée « yat », il y a trois variétés nommées izgovori (« prononciations ») :
- ékavienne (ekavski), en Serbie (sans Užice et le Sandjak), en Croatie orientale, du Nord-Ouest et du Nord, où « yat » est devenu e (prononcé « é »), par exemple dans les mots čovek « homme » et reka « rivière ». Cette prononciation est préférée par le standard serbe.
- (i)jékavienne ((i)jekavski), en Herzégovine, en Croatie, au Monténégro et en Serbie occidentale, où « yat » a évolué en je (prononcé « yé ») dans certains mots (par exemple čovjek) et en ije (prononcé « iyé ») dans d’autres : rijeka. Cette prononciation est exclusive dans les standards croate, bosnien et monténégrin, et acceptée par le standard serbe.
- ikavienne (ikavski), la moins répandue, en Croatie, Bosnie, Herzégovine, et en Voïvodine (Bačka septentrionale et Bačka occidentale), dans laquelle  « yat » est passé à i (čovik, rika). Cette prononciation n’est acceptée par aucun standard.

Certains linguistes considèrent comme un dialecte à part le torlakien (torlački) parlé par des Serbes au sud-est de la Serbie, par les Croates « carashovènes » du Banat roumain et par les Bulgares du nord-ouest de la Bulgarie. En effet, les parlers torlakiens et les parlers bulgares de l’Ouest, qui leur sont proches, forment un continuum linguistique, ces parlers étant transitionnels entre les deux langues. C’est pourquoi ils ont fait, jusqu’à une époque relativement récente, l’objet de disputes plus politiques que linguistiques entre linguistes serbes et bulgares, les premiers considérant ces parlers comme des variétés régionales du dialecte chtokavien, les seconds affirmant qu’ils sont des variantes régionales du bulgare.
Les différences les plus importantes entre variétés régionales sont lexicales. Elles ont été consacrées par les standards serbe, respectivement croate déjà bien avant la dislocation de la Yougoslavie. Celles qui sont linguistiquement pertinentes sont des mots de la vie courante, comme ceux qui signifient « pain, coin, île, air, route ». D’autres différences concernent des termes culturels ou techniques relativement récents adoptés avec des noms différents par ceux qui se sont occupés des deux standards, par exemple pour « train, gare, université, histoire, géographie, science ».